# Єзекіїль Кембої
Єзекіїль Кембої  (англ. Ezekiel Kemboi; 25 травня 1982, Матіра, Кенія) — кенійський легкоатлет, олімпійський чемпіон. Переможець у забігу на 3000 метрів із перешкодами на Літніх Олімпійських іграх 2004 року, Чемпіонаті світу 2009 року, Чемпіонаті світу 2011 року, Літніх Олімпійських іграх 2012 року, Чемпіонаті світу 2013 року та Чемпіонаті світу 2015 року. Його найкращий час у забігу на 3000 м із перешкодами — 7:55,76, встановлений у Монако в 2011 році, став сьомим найшвидшим результатом усіх часів.

## Виступи на Олімпіадах
| Олімпіада   | Дисципліна | Місце |
| ----------- | ---------- | ----- |
| Афіни 2004  | стиплчез   | 1     |
| Пекін 2008  | стиплчез   | 7     |
| Лондон 2012 | стиплчез   | 1     |